# Chimeneas
Chimeneas – gmina w Hiszpanii, w prowincji Grenada, w Andaluzji, o powierzchni 90,33 km². W 2011 roku gmina liczyła 1456 mieszkańców.